# ブリングス
ブリングス株式会社（英語: BRINGS Inc.）は、日本の芸能事務所。東京都渋谷区宇田川町に本社を置く。

## 所属者
- 池上紗理依（マネージメント）

## 過去の所属者
- 黒瀬友美
- 竹内詩乃
- 晴野なち